# Marek Sobola
Marek Sobola (Zsolna, 1981. július 3. –) tájépítész, történész és címertankutató.

## Élete
Előbb 1999-2004 között a nyitrai Mezőgazdasági Egyetemen, majd 2011-től a nyitrai Konstantin Filozófus Egyetemen tanult történelem szakon. 2004-2007-ben írta doktori disszertációját.
2020-tól a csacai Kiszucai Múzeum tudományos tanácsának tagja. Elsősorban egyházi heraldikával foglalkozik. Sok egyéb műve mellett ő tervezte az Azerbajdzsáni apostoli prefektúra és a Szamoa-Pago Pagó-i egyházmegye címerét is. 2018-ban megalapította a Tree of Peace nemzetközi projektet.